# Milan Menten
Milan Menten (Bilzen, 31 ottobre 1996) è un ciclista su strada belga che corre per il team Lotto; professionista dal 2018, ha vinto la Samyn 2023.

## Palmarès
- 2014 (Juniores)

3ª tappa Trofeo Karlsberg (Niedergailbach > Niedergailbach)
- 2015 (Lotto-Soudal U23, una vittoria)

3ª tappa Ronde van Oost-Vlaanderen (Haasdonk > Haasdonk)
- 2016 (Lotto-Soudal U23, una vittoria)

1ª tappa Tour de la Province de Namur (Walcourt > Philippeville)
- 2017 (Lotto Soudal U23, una vittoria)

1ª tappa Tour de la Province de Liège (Oupeye > Oupeye)
- 2021 (Bingoal Pauwels Sauces WB, una vittoria)

3ª tappa Cro Race (Capocesto > Macarsca)
- 2022 (Bingoal Pauwels Sauces WB, una vittoria)

Grand Prix de la Ville de Lillers
- 2023 (Lotto Dstny, una vittoria)

Le Samyn

### Altri successi
- 2016 (Lotto-Soudal U23)

Oplinter-Tienen
Classifica a punti Tour de la Province de Namur
Heist-Goor
- 2017 (Lotto Soudal U23)

Grote Prijs Brandstoffen
Classifica a punti Tour de la Province de Liège
Classifica a punti Ronde van Oost-Vlaanderen
1ª tappa Okolo Jižních Čech (Jindřichův Hradec, cronosquadre)
Classifica giovani Okolo Jižních Čech
Grote Prijs Jules Van Hevel
- 2018 (Sport Vlaanderen-Baloise)

Grote Prijs Briek Schotte
- 2021 (Bingoal Pauwels Sauces WB)

Classifica a punti Kreiz Breizh Elites
- 2024 (Lotto Dstny)

GP Gemeente Kortemark

## Piazzamenti

### Grandi Giri
- Vuelta a España

2023: 142º

### Classiche monumento
- Giro delle Fiandre

2020: 78º
- Parigi-Roubaix

2022: 92º

### Competizioni continentali
- Campionati europei

Herning 2017 - In linea Under-23: 61º